# Eliminatórias da Copa do Mundo FIFA de 2018 - África (terceira fase)
A terceira fase das eliminatórias africanas para a Copa do Mundo FIFA de 2018 foi disputada com 20 seleções dividido em 5 grupos de 4 cada. O primeiro colocado de cada grupo se classificou para a Copa do Mundo FIFA de 2018.

## Formato
AS 20 seleções classificadas na segunda fase jogaram uma fase de grupos, com cinco grupos e quatro participantes em cada grupo. Os clubes jogaram todos contra todos em partidas de ida e volta. O primeiro colocado de cada grupo se classificou para a Copa do Mundo FIFA de 2018.

## Participantes
O sorteio para esta fase foi realizado em 24 de junho de 2016.
O chaveamento, inicalmente divulgado em 8 de junho de 2016 foi baseado em uma edição especial do ranking da FIFA que incluia todas as partidas disputadas até o dia 7 de junho de 2016. Isto permitiu que nos rankings fossem incluidos os resultados das qualificações para o Campeonato Africano das Nações de 2017 que foram disputados em 3–5 de junho de 2016. Entretanto, após uma reclamação da Federação Egípcia de Futebol, foi reportado que um novo ranking especial seria utilizado. Este chaveamento foi anunciado em 21 de junho. Após novas reclamações, a Banca Emergencial da FIFA reverteu a decisão, voltando os rankings como definidos incialmente.
- Pote 1 contém as seleções ranqueadas entre as posições 1–5.
- Pote 2 contém as seleções ranqueadas entre as posições 6–10.
- Pote 3 contém as seleções ranqueadas entre as posições 11–15.
- Pote 4 contém as seleções ranqueadas entre as posições 16–20.

Cada grupo conteve uma seleção de cada um dos quatro potes.
| Pote 1                                                                | Pote 2                                                          | Pote 3                                                               | Pote 4                                                             |
| --------------------------------------------------------------------- | --------------------------------------------------------------- | -------------------------------------------------------------------- | ------------------------------------------------------------------ |
| Argélia (31) Costa do Marfim (34) Gana (36) Senegal (40) Tunísia (45) | Cabo Verde (46) Egito (47) RD Congo (49) Nigéria (57) Mali (58) | Camarões (59) Marrocos (60) Guiné (62) África do Sul (66) Congo (67) | Uganda (69) Burquina Fasso (71) Zâmbia (83) Gabão (88) Líbia (115) |

## Grupos

#### Grupo A
| Pos | Equipe   | Pts | J | V | E | D | GP | GC | SG | Classificado                                     |     | TUN | COD | LBY | GUI |
| --- | -------- | --- | - | - | - | - | -- | -- | -- | ------------------------------------------------ | --- | --- | --- | --- | --- |
| 1   | Tunísia  | 14  | 6 | 4 | 2 | 0 | 11 | 4  | +7 | Equipe classificada a Copa do Mundo FIFA de 2018 |     | —   | 2–1 | 0–0 | 2–0 |
| 2   | RD Congo | 13  | 6 | 4 | 1 | 1 | 14 | 7  | +7 |                                                  |     | 2–2 | —   | 4–0 | 3–1 |
| 3   | Líbia    | 4   | 6 | 1 | 1 | 4 | 4  | 10 | −6 |                                                  | 1–0 | 1–2 | —   | 0–1 |     |
| 4   | Guiné    | 3   | 6 | 1 | 0 | 5 | 6  | 14 | −8 |                                                  | 1–4 | 1–2 | 3–2 | —   |     |

| 8 de outubro de 2016 | RD Congo                                     | 4 – 0     | Líbia | Stade des Martyrs, Kinshasa                  |
| 18:30 (UTC+1)        | Mbokani 6', 57' · Bolingi 45+2' · Mubele 68' | Relatório |       | Público: 71 000 Árbitro: MLI Mahamadou Keita |

| RD Congo | Líbia |

| 9 de outubro de 2016 | Tunísia                        | 2 – 0     | Guiné | Stade Mustapha Ben Jannet, Monastir            |
| 18:00 (UTC+1)        | Abdennour 58' · Ben-Hatira 79' | Relatório |       | Público: 6 000 Árbitro: BDI Thierry Nkurunziza |

| Tunísia | Guiné |

| 11 de novembro de 2016 | Líbia | 0 – 1     | Tunísia          | Stade Omar Hamadi, Argel (Argélia)[A]     |
| 20:00 (UTC+1)          |       | Relatório | Khazri 50' (pen) | Público: 6 000 Árbitro: KEN Davies Omweno |

| Líbia | Tunísia |

| 13 de novembro de 2016 | Guiné            | 1 – 2     | RD Congo                 | Stade du 28 Septembre, Conacri             |
| 17:30 (UTC+0)          | Soumah 23' (pen) | Relatório | Kebano 54' · Bolasie 57' | Público: 30 000 Árbitro: CMR Alioum Alioum |

| Guiné | RD Congo |

| 31 de agosto de 2017 | Guiné                                             | 3 – 2     | Líbia                  | Stade du 28 Septembre, Conacri                   |
| 17:00 (UTC+0)        | N. Keïta 8' · D. Camara 23' · Alk. Bangoura 90+2' | Relatório | Sabbou 87' · Zuway 88' | Público: 13 750 Árbitro: SOM Hassan Mohamed Hagi |

| Guiné | Líbia |

| 1 de setembro de 2017 | Tunísia                         | 2 – 1     | RD Congo    | Stade Olympique de Radès, Radès                 |
| 21:00 (UTC+1)         | Meriah 18' (pen) · Chaalali 47' | Relatório | Bakambu 43' | Público: 30 000 Árbitro: GAB Eric Otogo-Castane |

| Tunísia | RD Congo |

| 4 de setembro de 2017 | Líbia       | 1 – 0     | Guiné | Stade Mustapha Ben Jannet, Monastir (Tunísia)[A] |
| 20:00 (UTC+1)         | Elhouni 36' | Relatório |       | Público: 1 500 Árbitro: CIV Abou Coulibaly       |

| Líbia | Guiné |

| 5 de setembro de 2017 | RD Congo                     | 2 – 2     | Tunísia                     | Stade des Martyrs, Kinshasa                 |
| 18:30 (UTC+1)         | Mbemba 10' · José M'Poku 47' | Relatório | Moke 77' (g.c.) · Badri 78' | Público: 80 000 Árbitro: RSA Daniel Bennett |

| RD Congo | Tunísia |

| 7 de outubro de 2017 | Guiné        | 1 – 4     | Tunísia                             | Stade du 28 Septembre, Conacri             |
| 17:00 (UTC+0)        | N. Keïta 36' | Relatório | Msakni 45', 74', 90' · Ben Amor 83' | Público: 12 000 Árbitro: ZAM Janny Sikazwe |

| Guiné | Tunísia |

| 7 de outubro de 2017 | Líbia         | 1 – 2     | RD Congo                 | Stade Mustapha Ben Jannet, Monastir (Tunísia)[A] |
| 18:00 (UTC+1)        | Elmusrati 68' | Relatório | Bakambu 50' · Mubele 74' | Público: 750 Árbitro: SEN Malang Diedhiou        |

| Líbia | RD Congo |

| 11 de novembro de 2017 | Tunísia | 0 – 0     | Líbia | Stade Olympique de Radès, Radès                  |
| 18:30 (UTC+1)          |         | Relatório |       | Público: 56 000 Árbitro: MAD Hamada Nampiandraza |

| Tunísia | Líbia |

| 11 de novembro de 2017 | RD Congo                                               | 3 – 1     | Guiné      | Stade des Martyrs, Kinshasa               |
| 18:30 (UTC+1)          | Sidibé 61' (g.c.) · Bolingi 90+2' (pen) · Kebano 90+3' | Relatório | Junior 71' | Público: 3 000 Árbitro: CMR Alioum Alioum |

| RD Congo | Guiné |

#### Grupo B
| Pos | Equipe   | Pts | J | V | E | D | GP | GC | SG | Classificado                                     |     | NGA | ZAM | CMR | ALG |
| --- | -------- | --- | - | - | - | - | -- | -- | -- | ------------------------------------------------ | --- | --- | --- | --- | --- |
| 1   | Nigéria  | 13  | 6 | 4 | 1 | 1 | 11 | 6  | +5 | Equipe classificada a Copa do Mundo FIFA de 2018 |     | —   | 1–0 | 4–0 | 3–1 |
| 2   | Zâmbia   | 8   | 6 | 2 | 2 | 2 | 8  | 7  | +1 |                                                  |     | 1–2 | —   | 2–2 | 3–1 |
| 3   | Camarões | 7   | 6 | 1 | 4 | 1 | 7  | 9  | −2 |                                                  | 1–1 | 1–1 | —   | 2–0 |     |
| 4   | Argélia  | 4   | 6 | 1 | 1 | 4 | 6  | 10 | −4 |                                                  | 3–0 | 0–1 | 1–1 | —   |     |

1. ↑  A FIFA concedeu à Argélia uma vitória por 3–0 como resultado da Nigéria colocar em campo o jogador inelegível Shehu Abdullahi, depois que a partida terminou com um empate de 1–1. Abdullahi não cumpriu uma suspensão de um jogo depois de receber dois cartões amarelos na competição de qualificação.[6]

| 9 de outubro de 2016 | Zâmbia      | 1 – 2     | Nigéria                   | Estádio Levy Mwanawasa, Ndola             |
| 14:30 (UTC+2)        | Mbesuma 71' | Relatório | Iwobi 33' · Iheanacho 42' | Público: 38 000 Árbitro: EGY Gehad Grisha |

| Zâmbia | Nigéria |

| 9 de outubro de 2016 | Argélia    | 1 – 1     | Camarões      | Stade Mustapha Tchaker, Blida               |
| 20:30 (UTC+1)        | Soudani 7' | Relatório | Moukandjo 24' | Público: 35 000 Árbitro: RSA Daniel Bennett |

| Argélia | Camarões |

| 12 de novembro de 2016 | Camarões              | 1 – 1     | Zâmbia      | Estádio Limbe, Limbe                         |
| 16:00 (UTC+1)          | Aboubakar 45+3' (pen) | Relatório | Mbesuma 34' | Público: 12 000 Árbitro: SEN Malang Diedhiou |

| Camarões | Zâmbia |

| 12 de novembro de 2016 | Nigéria                      | 3 – 1     | Argélia      | Estádio Internacional Godswill Akpabio, Uyo |
| 17:00 (UTC+1)          | Moses 25', 90+1' · Mikel 41' | Relatório | Bentaleb 66' | Público: 28 000 Árbitro: GAM Bakary Gassama |

| Nigéria | Argélia |

| 1 de setembro de 2017 | Nigéria                                            | 4 – 0     | Camarões | Estádio Internacional Godswill Akpabio, Uyo |
| 17:00 (UTC+1)         | Ighalo 29' · Mikel 43' · Moses 56' · Iheanacho 76' | Relatório |          | Público: 27 000 Árbitro: EGY Ghead Grisha   |

| Nigéria | Camarões |

| 2 de setembro de 2017 | Zâmbia                    | 3 – 1     | Argélia     | Estádio Heróis Nacionais, Lusaka                        |
| 15:00 (UTC+2)         | Mwila 6', 32' · Mwepu 88' | Relatório | Brahimi 54' | Público: 51 000 Árbitro: ANG Hélder Martins de Carvalho |

| Zâmbia | Argélia |

| 4 de setembro de 2017 | Camarões            | 1 – 1     | Nigéria   | Stade Ahmadou Ahidjo, Iaundé                |
| 18:00 (UTC+1)         | Aboubakar 74' (pen) | Relatório | Simon 30' | Público: 38 136 Árbitro: GAM Bakary Gassama |

| Camarões | Nigéria |

| 5 de setembro de 2017 | Argélia | 0 – 1     | Zâmbia   | Estádio Mohamed Hamlaoui, Constantina        |
| 20:30 (UTC+1)         |         | Relatório | Daka 66' | Público: 35 000 Árbitro: MLI Mahamadou Keita |

| Argélia | Zâmbia |

| 7 de outubro de 2017 | Nigéria   | 1 – 0     | Zâmbia | Estádio Internacional Godswill Akpabio, Uyo |
| 17:00 (UTC+1)        | Iwobi 73' | Relatório |        | Público: 80 000 Árbitro: BOT Joshua Bondo   |

| Nigéria | Zâmbia |

| 7 de outubro de 2017 | Camarões               | 2 – 0     | Argélia | Stade Ahmadou Ahidjo, Iaundé                  |
| 17:00 (UTC+1)        | N'Jie 25' · Pangop 88' | Relatório |         | Público: 35 000 Árbitro: TUN Youssef Essrayri |

| Camarões | Argélia |

| 10 de novembro de 2017 | Argélia           | 3 – 0[D]  | Nigéria       | Estádio Mohamed Hamlaoui, Constantina           |
| 20:30 (UTC+1)          | Brahimi 88' (pen) | Relatório | Ugochukwu 62' | Público: 30 000 Árbitro: GAB Eric Otogo-Castane |

| Argélia | Nigéria |

| 11 de novembro de 2017 | Zâmbia               | 2 – 2     | Camarões                | Estádio Levy Mwanawasa, Ndola               |
| 15:00 (UTC+2)          | Daka 25' · Mwila 64' | Relatório | Anguissa 30' · Yaya 90' | Público: 20 000 Árbitro: MAR Rédouane Jiyed |

| Zâmbia | Camarões |

#### Grupo C
| Pos | Equipe          | Pts | J | V | E | D | GP | GC | SG  | Classificado                                     |     | MAR | CIV | GAB | MLI |
| --- | --------------- | --- | - | - | - | - | -- | -- | --- | ------------------------------------------------ | --- | --- | --- | --- | --- |
| 1   | Marrocos        | 12  | 6 | 3 | 3 | 0 | 11 | 0  | +11 | Equipe classificada a Copa do Mundo FIFA de 2018 |     | —   | 0–0 | 3–0 | 6–0 |
| 2   | Costa do Marfim | 8   | 6 | 2 | 2 | 2 | 7  | 5  | +2  |                                                  |     | 0–2 | —   | 1–2 | 3–1 |
| 3   | Gabão           | 6   | 6 | 1 | 3 | 2 | 2  | 7  | −5  |                                                  | 0–0 | 0–3 | —   | 0–0 |     |
| 4   | Mali            | 4   | 6 | 0 | 4 | 2 | 1  | 9  | −8  |                                                  | 0–0 | 0–0 | 0–0 | —   |     |

| 8 de outubro de 2016 | Gabão | 0 – 0     | Marrocos | Stade de Franceville, Franceville                |
| 16:00 (UTC+1)        |       | Relatório |          | Público: 18 000 Árbitro: MAD Hamada Nampiandraza |

| Gabão | Marrocos |

| 8 de outubro de 2016 | Costa do Marfim                                  | 3 – 1     | Mali         | Stade Bouaké, Bouaké                      |
| 18:00 (UTC+0)        | Kodjia 26' · Coulibaly 31' (g.c.) · Gervinho 34' | Relatório | Yatabaré 18' | Público: 22 000 Árbitro: BOT Joshua Bondo |

| C. do Marfim | Mali |

| 12 de novembro de 2016 | Mali | 0 – 0     | Gabão | Stade du 26 Mars, Bamako                   |
| 18:30 (UTC+0)          |      | Relatório |       | Público: 25 000 Árbitro: ZAM Janny Sikazwe |

| Mali | Gabão |

| 12 de novembro de 2016 | Marrocos | 0 – 0     | Costa do Marfim | Stade de Marrakech, Marraquexe               |
| 20:00 (UTC+1)          |          | Relatório |                 | Público: 40 000 Árbitro: SEY Bernard Camille |

| Marrocos | C. do Marfim |

| 1 de setembro de 2017 | Marrocos                                                                   | 6 – 0     | Mali | Estádio Príncipe Moulay Abdellah, Rabat    |
| 21:00 (UTC+1)         | Ziyech 19', 60' (pen) · Boutaïb 27' · Hakimi 72' · Belhanda 80' · Mahi 88' | Relatório |      | Público: 42 000 Árbitro: CMR Alioum Alioum |

| Marrocos | Mali |

| 2 de setembro de 2017 | Gabão | 0 – 3     | Costa do Marfim               | Stade d'Angondjé, Libreville                       |
| 17:00 (UTC+1)         |       | Relatório | Gradel 53' · Doumbia 77', 83' | Público: 23 000 Árbitro: ETH Bamlak Tessema Weyesa |

| Gabão | C. do Marfim |

| 5 de setembro de 2017 | Costa do Marfim | 1 – 2     | Gabão                 | Stade Bouaké, Bouaké                         |
| 17:30 (UTC+0)         | Cornet 58'      | Relatório | Méyé 20' · Lemina 30' | Público: 12 948 Árbitro: SEN Malang Diedhiou |

| C. do Marfim | Gabão |

| 5 de setembro de 2017 | Mali | 0 – 0     | Marrocos | Stade du 26 Mars, Bamako                         |
| 19:00 (UTC+0)         |      | Relatório |          | Público: 20 000 Árbitro: MAD Hamada Nampiandraza |

| Mali | Marrocos |

| 6 de outubro de 2017 | Mali | 0 – 0     | Costa do Marfim | Stade du 26 Mars, Bamako                               |
| 19:00 (UTC+0)        |      | Relatório |                 | Público: 8 960 Árbitro: ANG Hélder Martins de Carvalho |

| Mali | C. do Marfim |

| 7 de outubro de 2017 | Marrocos              | 3 – 0     | Gabão | Estádio Mohammed V, Casablanca            |
| 20:00 (UTC+1)        | Boutaïb 38', 56', 71' | Relatório |       | Público: 45 000 Árbitro: RSA Victor Gomes |

| Marrocos | Gabão |

| 11 de novembro de 2017 | Gabão | 0 – 0     | Mali | Stade de Franceville, Franceville        |
| 15:30 (UTC+1)          |       | Relatório |      | Público: 8 700 Árbitro: EGY Gehad Grisha |

| pattern_la = _gabao17a | pattern_b = _gabao17a | pattern_ra = _gabao17a | pattern_sh = _suwon17a | pattern_so = _color_3_stripes_blue | leftarm = FFFFFF | body = FFFFFF | rightarm = FFFFFF | shorts = FFFFFF | socks = FFFFFF | title = Gabão }} | Mali |

| 11 de novembro de 2017 | Costa do Marfim | 0 – 2     | Marrocos                | Estádio Felix Houphouet-Boigny, Abidjan     |
| 17:30 (UTC+0)          |                 | Relatório | Dirar 24' · Benatia 30' | Público: 32 000 Árbitro: GAM Bakary Gassama |

| C. do Marfim | Marrocos |

#### Grupo D
| Pos | Equipe         | Pts | J | V | E | D | GP | GC | SG | Classificado                                     |     | SEN | BFA | CPV | RSA |
| --- | -------------- | --- | - | - | - | - | -- | -- | -- | ------------------------------------------------ | --- | --- | --- | --- | --- |
| 1   | Senegal        | 14  | 6 | 4 | 2 | 0 | 10 | 3  | +7 | Equipe classificada a Copa do Mundo FIFA de 2018 |     | —   | 0–0 | 2–0 | 2–1 |
| 2   | Burquina Fasso | 9   | 6 | 2 | 3 | 1 | 10 | 6  | +4 |                                                  |     | 2–2 | —   | 4–0 | 1–1 |
| 3   | Cabo Verde     | 6   | 6 | 2 | 0 | 4 | 4  | 12 | −8 |                                                  | 0–2 | 0–2 | —   | 2–1 |     |
| 4   | África do Sul  | 4   | 6 | 1 | 1 | 4 | 7  | 10 | −3 |                                                  | 0–2 | 3–1 | 1–2 | —   |     |

1. ↑  A FIFA ordenou que a partida entre Senegal e África do Sul seja disputada novamente após o Tribunal Arbitral do Esporte confirmar a suspensão por toda a vida do árbitro da partida Joseph Lamptey. Originalmente a partida terminou 2–1 para a África do Sul.[7]

| 8 de outubro de 2016 | Burquina Fasso | 1 – 1     | África do Sul | Stade du 4 Août, Ouagadougou                |
| 18:00 (UTC+0)        | Diawara 89'    | Relatório | Furman 80'    | Público: 35 000 Árbitro: MAR Rédouane Jiyed |

| Burkina Faso | África do Sul |

| 8 de outubro de 2016 | Senegal             | 2 – 0     | Cabo Verde | Estádio Léopold Sédar Senghor, Dakar          |
| 20:00 (UTC+0)        | Keita 24' · Sow 80' | Relatório |            | Público: 53 000 Árbitro: TUN Youssef Essrayri |

| Senegal | Cabo Verde |

| 12 de novembro de 2016 | África do Sul                     | Anulada[B] | Senegal    | Estádio Peter Mokaba, Polokwane             |
| 15:00 (UTC+2)          | Hlatshwayo 42' (pen) · Serero 45' | Relatório  | N'Doye 75' | Público: 26 179 Árbitro: GHA Joseph Lamptey |

| África do Sul | Senegal |

| 12 de novembro de 2016 | Cabo Verde | 0 – 2     | Burquina Fasso            | Estádio Nacional, Praia                    |
| 16:00 (UTC−1)          |            | Relatório | Diawara 2' · Nakoulma 28' | Público: 5 000 Árbitro: MTN Ali Lemgraifry |

| Cabo Verde | Burkina Faso |

| 1 de setembro de 2017 | Cabo Verde                | 2 – 1     | África do Sul | Estádio Nacional, Praia                       |
| 17:30 (UTC−1)         | Nuno Rocha 33', 38' (pen) | Relatório | Rantie 14'    | Público: 4 000 Árbitro: ALG Mehdi Abid Charef |

| Cabo Verde | África do Sul |

| 2 de setembro de 2017 | Senegal | 0 – 0     | Burquina Fasso | Estádio Léopold Sédar Senghor, Dakar      |
| 20:00 (UTC+0)         |         | Relatório |                | Público: 42 901 Árbitro: BOT Joshua Bondo |

| Senegal | Burkina Faso |

| 5 de setembro de 2017 | África do Sul | 1 – 2     | Cabo Verde         | Estádio Moses Mabhida, Durban               |
| 19:00 (UTC+2)         | Jali 89'      | Relatório | Rodrigues 51', 66' | Público: 15 000 Árbitro: NGA Ferdinand Udoh |

| África do Sul | Cabo Verde |

| 5 de setembro de 2017 | Burquina Fasso               | 2 – 2     | Senegal             | Stade du 4 Août, Ouagadougou               |
| 18:00 (UTC+0)         | B. Traoré 8' · A. Traoré 88' | Relatório | Sarr 26' · Mané 75' | Público: 35 000 Árbitro: ZAM Janny Sikazwe |

| Burkina Faso | Senegal |

| 7 de outubro de 2017 | África do Sul                      | 3 – 1     | Burquina Fasso | Soccer City, Joanesburgo                   |
| 15:00 (UTC+2)        | Jali 2' · Zwane 34' · Vilakazi 47' | Relatório | A. Traoré 86'  | Público: 10 500 Árbitro: CMR Alioum Alioum |

| África do Sul | Burkina Faso |

| 7 de outubro de 2017 | Cabo Verde | 0 – 2     | Senegal                  | Estádio Nacional, Praia                   |
| 16:30 (UTC−1)        |            | Relatório | Sakho 82' · N'Doye 90+2' | Público: 14 000 Árbitro: EGY Gehad Grisha |

| Cabo Verde | Senegal |

| 10 de novembro de 2017 | África do Sul | 0 – 2     | Senegal                       | Estádio Peter Mokaba, Polokwane            |
| 19:05 (UTC+2)          |               | Relatório | Sakho 11' · Mkhize 38' (g.c.) | Público: 40 000 Árbitro: ZAM Janny Sikazwe |

| África do Sul | Senegal |

| 14 de novembro de 2017 | Burquina Fasso                         | 4 – 0     | Cabo Verde | Stade du 4 Août, Ouagadougou                 |
| 19:30 (UTC+0)          | Nakoulma 45', 57', 62' · Diawara 90+3' | Relatório |            | Público: 7 000 Árbitro: TUN Youssef Essrayri |

| Burkina Faso | Cabo Verde |

| 14 de novembro de 2017 | Senegal                   | 2 – 1     | África do Sul | Estádio Léopold Sédar Senghor, Dakar               |
| 19:30 (UTC+0)          | Nguette 55' · Mbodj 90+2' | Relatório | Tau 63'       | Público: 50 000 Árbitro: ETH Bamlak Tessema Weyesa |

| Senegal | África do Sul |

#### Grupo E
| Pos | Equipe | Pts | J | V | E | D | GP | GC | SG | Classificado                                     |     | EGY | UGA | GHA | CGO |
| --- | ------ | --- | - | - | - | - | -- | -- | -- | ------------------------------------------------ | --- | --- | --- | --- | --- |
| 1   | Egito  | 13  | 6 | 4 | 1 | 1 | 8  | 4  | +4 | Equipe classificada a Copa do Mundo FIFA de 2018 |     | —   | 1–0 | 2–0 | 2–1 |
| 2   | Uganda | 9   | 6 | 2 | 3 | 1 | 3  | 2  | +1 |                                                  |     | 1–0 | —   | 0–0 | 1–0 |
| 3   | Gana   | 7   | 6 | 1 | 4 | 1 | 7  | 5  | +2 |                                                  | 1–1 | 0–0 | —   | 1–1 |     |
| 4   | Congo  | 2   | 6 | 0 | 2 | 4 | 5  | 12 | −7 |                                                  | 1–2 | 1–1 | 1–5 | —   |     |

| 7 de outubro de 2016 | Gana | 0 – 0     | Uganda | Estádio Tamale, Tamale                       |
| 15:30 (UTC+0)        |      | Relatório |        | Público: 6 500 Árbitro: SDN El Fadil Mohamed |

| Gana | Uganda |

| 9 de outubro de 2016 | Congo    | 1 – 2     | Egito                | Stade Municipal de Kintélé, Brazavile      |
| 15:30 (UTC+1)        | Doré 24' | Relatório | Salah 41' · Said 58' | Público: 27 000 Árbitro: CIV Denis Dembele |

| Congo | Egito |

| 12 de novembro de 2016 | Uganda   | 1 – 0     | Congo | Estádio Nacional Mandela, Kampala              |
| 16:00 (UTC+3)          | Miya 17' | Relatório |       | Público: 25 000 Árbitro: ALG Mehdi Abid Charef |

| Uganda | Congo |

| 13 de novembro de 2016 | Egito                      | 2 – 0     | Gana | Estádio Borg El Arab, Borg El Arab              |
| 18:00 (UTC+2)          | Salah 42' (pen) · Said 85' | Relatório |      | Público: 70 000 Árbitro: GAB Eric Otogo-Castane |

| Egito | Gana |

| 31 de agosto de 2017 | Uganda   | 1 – 0     | Egito | Estádio Nacional Mandela, Kampala           |
| 16:00 (UTC+3)        | Okwi 51' | Relatório |       | Público: 30 000 Árbitro: MTN Ali Lemghaifry |

| Uganda | Egito |

| 1 de setembro de 2017 | Gana       | 1 – 1     | Congo       | Estádio Baba Yara, Kumasi                     |
| 15:30 (UTC+0)         | Partey 86' | Relatório | Bifouma 18' | Público: 30 000 Árbitro: TUN Youssef Essrayri |

| Gana | Congo |

| 5 de setembro de 2017 | Congo           | 1 – 5     | Gana                                   | Stade Municipal de Kintélé, Brazavile       |
| 15:30 (UTC+1)         | Illoy-Ayyet 43' | Relatório | Boakye 22', 47', 84' · Partey 26', 68' | Público: 14 379 Árbitro: MAR Rédouane Jiyed |

| Congo | Gana |

| 5 de setembro de 2017 | Egito    | 1 – 0     | Uganda | Estádio de Alexandria, Alexandria         |
| 20:00 (UTC+2)         | Salah 6' | Relatório |        | Público: 60 000 Árbitro: RSA Victor Gomes |

| Egito | Uganda |

| 7 de outubro de 2017 | Uganda | 0 – 0     | Gana | Estádio Nacional Mandela, Kampala           |
| 16:00 (UTC+3)        |        | Relatório |      | Público: 35 000 Árbitro: RSA Daniel Bennett |

| Uganda | Gana |

| 8 de outubro de 2017 | Egito                  | 2 – 1     | Congo            | Estádio Borg El Arab, Borg El Arab          |
| 19:00 (UTC+2)        | Salah 62', 90+4' (pen) | Relatório | Bouka Moutou 87' | Público: 75 000 Árbitro: GAM Bakary Gassama |

| Egito | Congo |

| 12 de novembro de 2017 | Congo      | 1 – 1     | Uganda     | Stade Alphonse Massemba-Débat, Brazavile     |
| 15:30 (UTC+1)          | Baudry 10' | Relatório | Karisa 11' | Público: 1 002 Árbitro: SDN El Fadil Mohamed |

| Congo | Uganda |

| 12 de novembro de 2017 | Gana      | 1 – 1     | Egito         | Estádio Cape Coast, Cape Coast               |
| 15:30 (UTC+0)          | Gyasi 63' | Relatório | Shikabala 61' | Público: 14 000 Árbitro: SEN Malang Diedhiou |

| Gana | Egito |